# SBI證券
株式會社SBI證券（日语：株式会社SBI証券，エスビーアイしょうけん）是日本的一家證券公司，亦是思佰益旗下企業，總部位於東京都港區六本木。2020年2月，SBI證券的賬戶數達到500萬。2022年12月底時，SBI證券有954萬個賬戶，是日本規模最大的網路證券企業。該公司和三井住友金融集團之間展開有合作。

## 外部連結
- 官方网站